# Jib Pocthier
Jib Pocthier, de son vrai nom Jean-Baptiste Pocthier, est un acteur français, né le 17 septembre 1980, à Dreux.

## Biographie
Jib Pocthier, atteint d'une forme de nanisme, passe sa jeunesse dans la région de Dreux. Il se passionne pour le football, la musique et la danse hip-hop. Après l’obtention de son BEP comptabilité, il abandonne ses études et décide de partir à Paris pour tenter sa chance au cinéma.
Il fait la connaissance de Kim Chapiron et Romain Gavras qui décident de l’intégrer au collectif Kourtrajmé. Il y rencontre Franck Gastambide qui dresse des animaux pour les tournages. À cette époque, il connaît sa première expérience au cinéma avec un petit rôle, celui d’un brancardier, dans Sheitan auprès de Vincent Cassel. L’animateur Mouloud Achour l’emploie ensuite pour quelques sketches pour son émission sur MTV France où débute également Medi Sadoun.
En 2009, Pocthier, Gastambide et Sadoun tournent le pilote de Kaïra Shopping, une sorte de télé-achat déjanté version cité, mettant en scène leurs propres influences banlieusardes. Présentée sur Canal+, la mini-série remporte un franc succès. Les trois jeunes acteurs sont invités par Ramzy Bedia à faire une apparition dans Il reste du jambon ? d'Anne Depétrini.
En 2012, Les Kaïra, l’adaptation cinématographique de la série "Kaïra Shopping" cumule         1 016 184 entrées. Avec un budget de 4 millions d'euros, il devient le film le plus rentable de l’année avec un taux de rendement de 209%. Jib Pochtier apparaît également dans les films De l'huile sur le feu de Nicolas Benamou, Les Francis de Fabrice Begotti ou Les Visiteurs : La Révolution de Jean-Marie Poiré.

## Filmographie

### Cinéma
- 2005 : Sheitan de Kim Chapiron : un brancardier
- 2010 : Two Bang Bang de Vincent Peltier : le coupeur de doigts
- 2010 : Il reste du jambon ? d'Anne Depétrini : un des trois Suisses
- 2011 : De l'huile sur le feu de Nicolas Benamou : un supporter
- 2012 : Les Kaïra de Franck Gastambide : Momo
- 2014 : Les Francis de Fabrice Begotti : Gigi
- 2015 : Le Grand Partage d'Alexandra Leclère : Jérôme (scènes coupées au montage)
- 2016 : Les Visiteurs : La Révolution de Jean-Marie Poiré : un sans-culotte

### Télévision

#### Séries télévisées
- 2009 : Kaïra Shopping de Franck Gastambide : Momo
- 2011 : Very Bad Blagues, saison 2, épisode 81 du Palmashow : un employé du fast-food
- 2012 : Le Golden Show, saison 1, épisode 7 de François Descraques : Kaïra romaine
- 2014 : Previously, 5 épisodes de Jean-Paul Geronimi : Tyrion Bannister